# Синсиноцу

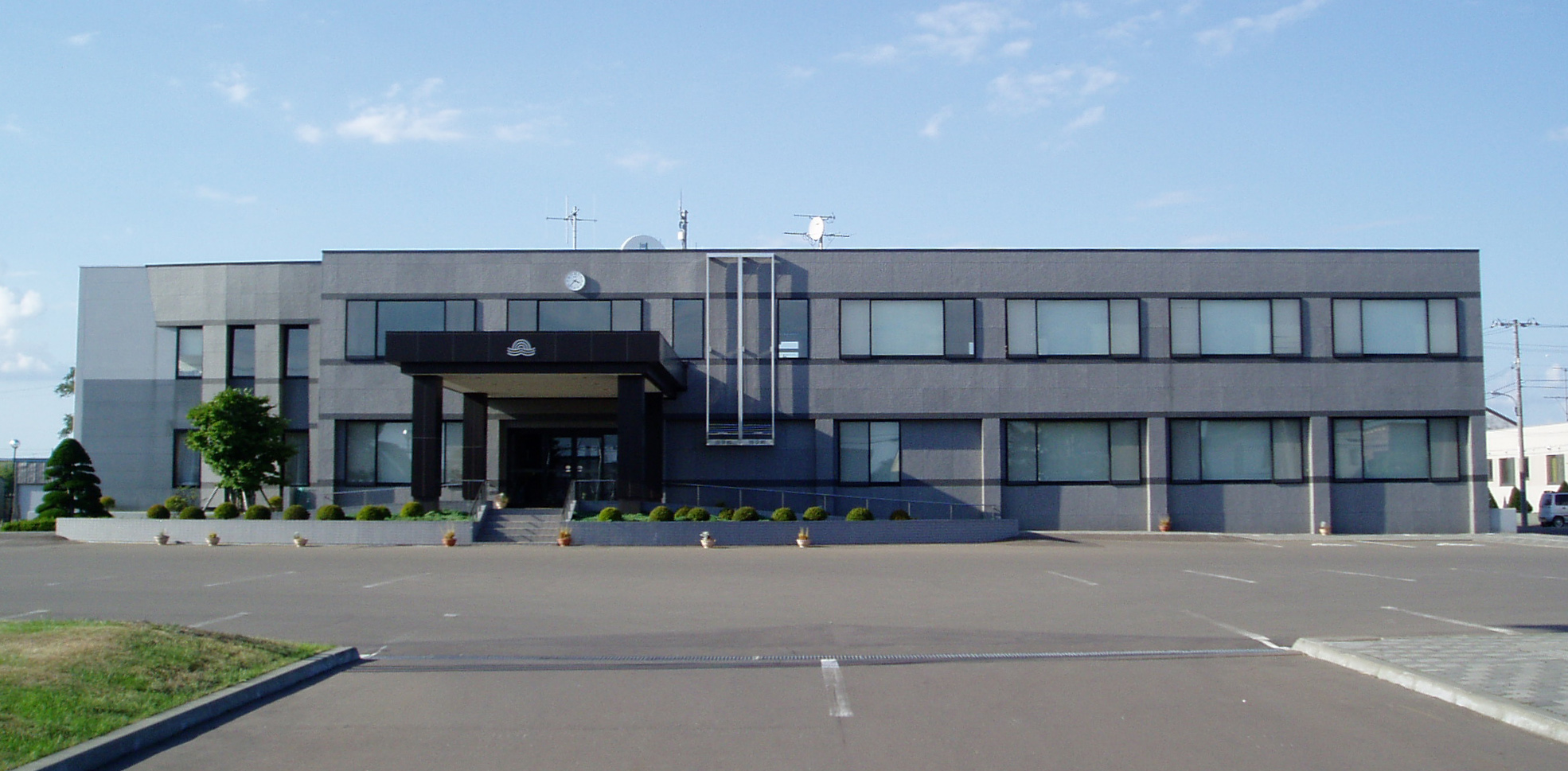
Мэрия села Синсиноцу

Синсиноцу (яп. 新篠津村 Синсиноцу-мура) — село в Японии, находящееся в уезде Исикари округа Исикари губернаторства Хоккайдо. Площадь села составляет 78,24 км², население — 3360 человек (30 июня 2014), плотность населения — 42,94 чел./км².

## Географическое положение
Село расположено на острове Хоккайдо в губернаторстве Хоккайдо. С ним граничат города Эбецу, Ивамидзава и посёлки Тобецу, Цукигата.

## Население
Население села составляет 3360 человек (30 июня 2014), а плотность — 42,94 чел./км². Изменение численности населения с 1980 по 2005 годы:
| 1980 | 4144 чел. |  |
| 1985 | 4074 чел. |  |
| 1990 | 3811 чел. |  |
| 1995 | 3994 чел. |  |
| 2000 | 3940 чел. |  |
| 2005 | 3737 чел. |  |

## Символика
Деревом села считается Sorbus commixta, цветком — Iris ensata.